# Желязков, Анатолий
Анатолий Желязков — болгарский самбист, серебряный призёр чемпионата Европы 1989 года, серебряный (1991) и бронзовый (1987, 1989) призёр чемпионатов мира, бронзовый призёр соревнований «Дружба-84» по самбо в Улан-Баторе. Выступал в первой средней (до 82 кг), второй средней (до 90 кг) и полутяжёлой (до 100 кг) весовых категориях. Проживает в городе Варна. Является президентом местного спортивного клуба «Львы».